# Chrysopogon rutilus
Chrysopogon rutilus är en tvåvingeart som beskrevs av Clements 1985. Chrysopogon rutilus ingår i släktet Chrysopogon och familjen rovflugor. Inga underarter finns listade i Catalogue of Life.